# Église Saint-Ildefonse de Séville
L'église Saint-Ildefonse (espagnol : Iglesia de San Ildefonso) est située sur la place du même nom à Séville. Sa construction, entamée en 1794, s'est achevée en 1841. Elle est nommée en l'honneur d'Ildefonse de Tolède, évêque de Tolède de 657 jusqu'à sa mort en 667.

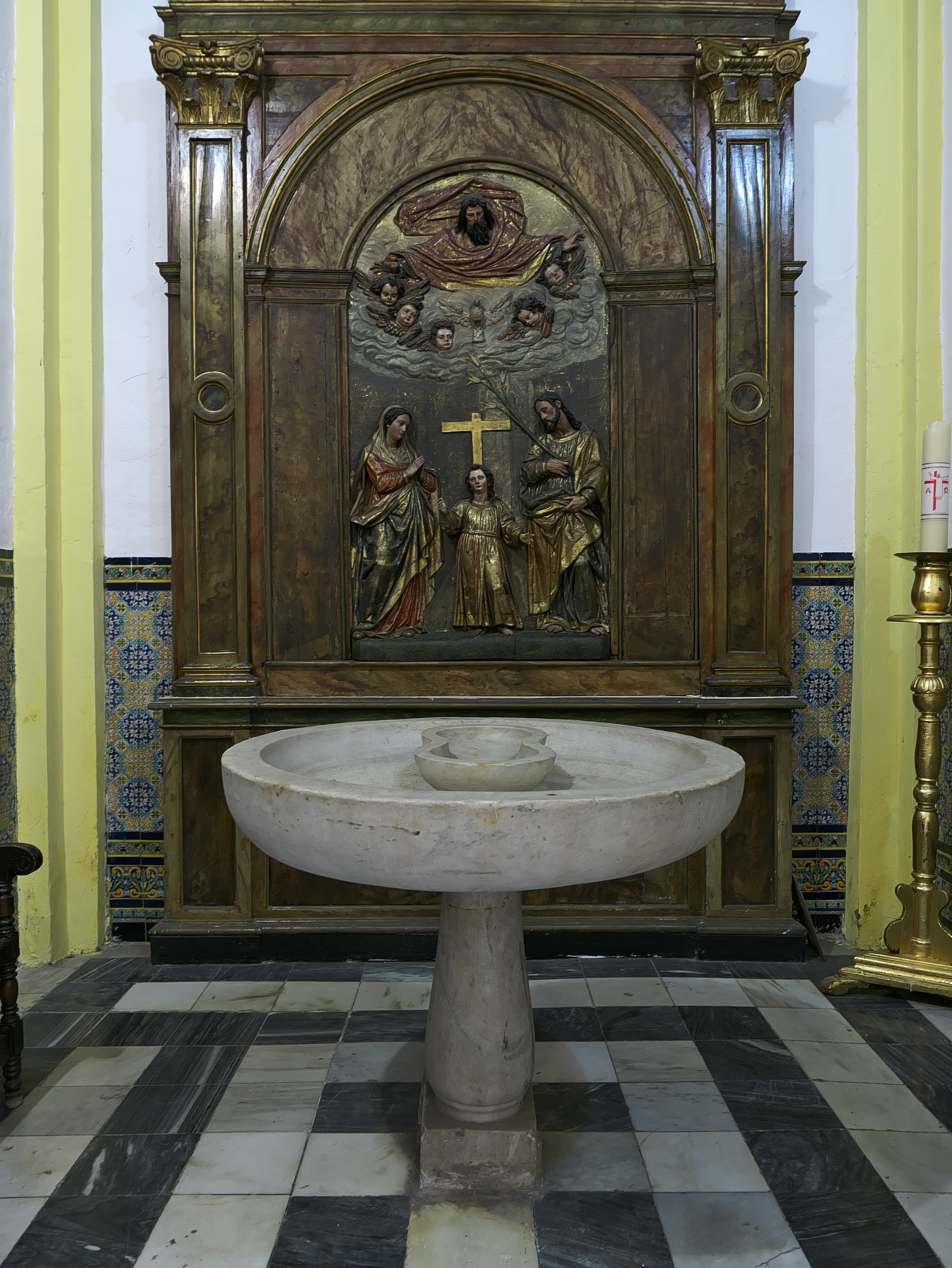
Les Deux Trinités, Juan Martínez Montañés

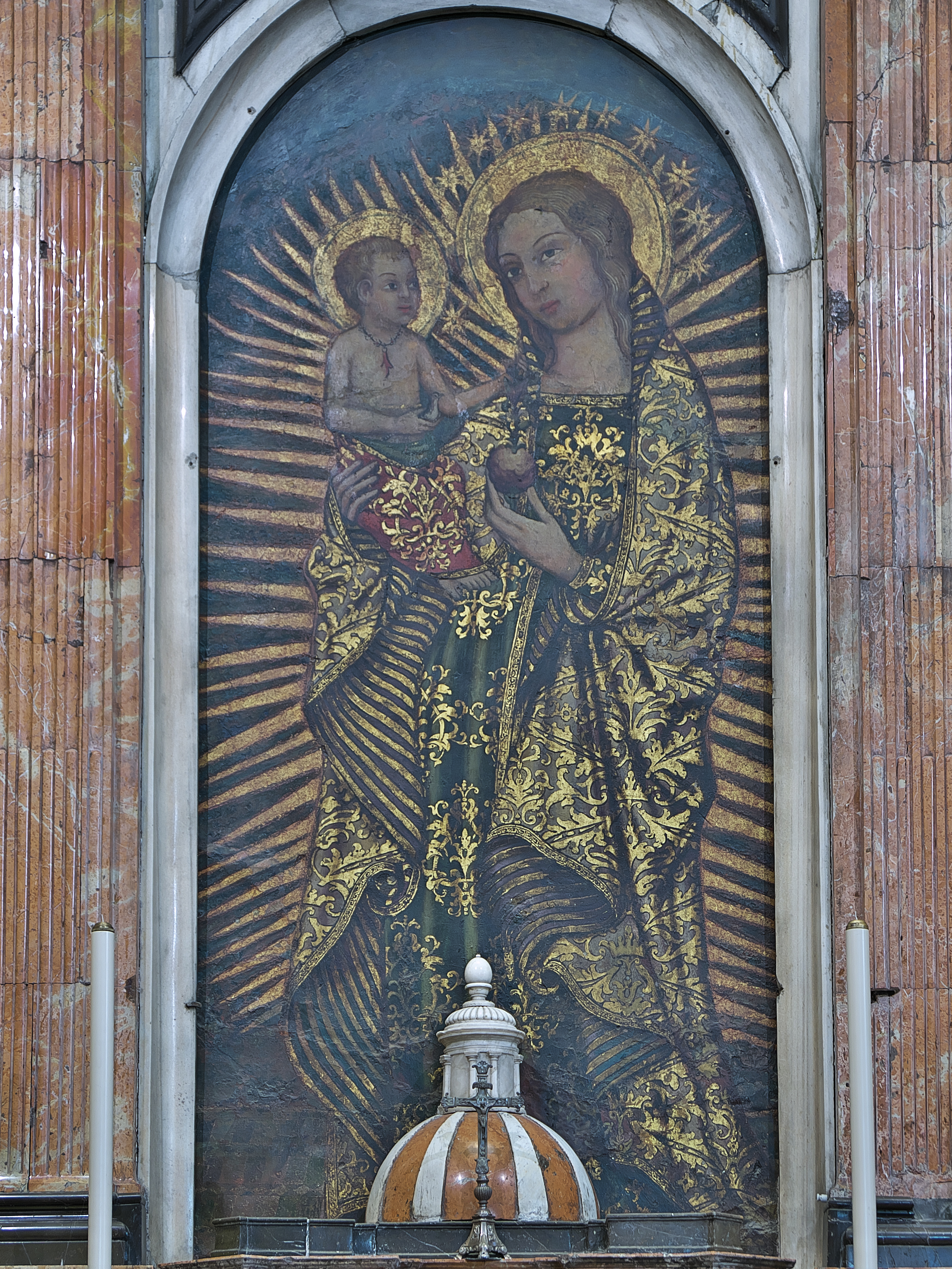
Vierge du Corail

## Description
L'église est de style néoclassique, typique de l'époque, et est assez monumentale avec ses deux grandes tours jumelles et ses couleurs vives, à l'intérieur du quartier historique de la ville.